# Navas de Tolosa (entitat de població)
Navas de Tolosa —també dita Las Navas de Tolosa o simplement Las Navas—, vulgarment el Hospitalillo és una aldea al terme municipal de la Carolina a la província i diòcesi de Jaén. Las Navas és coneguda per haver sigut l'escenari de la famosa batalla de Las Navas de Tolosa que el dilluns 16 de juliol del 1212 enfrontaren exèrcits de tres reis cristians de la península (Alfons VIII de Castella, Pere el Catòlic, Sanç VII de Navarra) contra els almohades andalusins.
A mitjans del segle xix el Diccionario de Madoz l'esmenta com una aldea a deu llegües de Jaén amb alcalde pedani part del partit judicial i terme jurisdiccional de La Carolina. La població s'estén al voltant d'un turó estenent-se els caserius a les faldes del mateix de sud a nord on es gaudeix d'una vista de diversos pobles del voltant. Constava en la relació de Madoz de 41 cases de regular construcció, cinc carrers, per un dels quals passava la carretera que va de Madrid a Cadis (avui dia l'Autovia del Sud o A-4), i dues places; en una d'elles hi ha l'església parroquial dita de La Purísima Concepcion de la que depenien dos annexos dits de les Ocho Casas i les Seis Casas, ambdós sense església. L'església era a càrrec d'un capellà parroquial designat pel bisbat. Darrere i al sud de l'església hi havia el cementiri.
Seguint la descripció del Diccionario confinava el terme de Las Navas pel nord i est amb el de Santa Elena (Jaén), una llegua pel primer punt i mitja pel segon; al sud amb Vilches i a l'oest amb la Carolina. Al seu interior hi ha algunes fonts, algunes d'aigües ferruginoses, un castell derruït que du el mateix nom de la població, prop del qual hi ha una mina de galena, dues deveses, dites Nava Martina i el Hueco, així com dos ejidos un a l'est i un altre a l'oest a on es gaudia de bones pastures d'herba per a la ramaderia. També hi ha afloraments de pissarra i calç i algunes serres de les que esmenta els noms de Martín-Amigo, el Toscar, los Alcornocales, el Difunto i el Padre Santo, poblats de suros, estepes, llentiscles, aladerns, entre altres plantes. Compren les poblacions de les Ocho Casas, Seis Casas i una venta dita Baeza, igualment d'algunes cases disseminades, moltes d'aquestes derruïdes, que habitaven els colons abans de fer-se les noves poblacions. El terreny és d'inferior qualitat terra rossa i secà, amb molta part de muntanya. Pel que fa als transports hi ha la carretera general que condueix de Madrid a Cadis, un altre camí que mena a Vilches i l'altre a Linares, en bon estat. Rebia, en època de Madoz, el correu de la Carolina. Pel que fa a l'agricultura s'hi produïa blat, ordi, sègol, cigrons, faves, aglans i molt poc oli. S'hi criava ovelles i cabres, hi ha caça major i menor. Hi havia un molí de cub i una fàbrica de plom com a instal·lacions industrials.